# Noceda del Bierzo
Noceda del Bierzo ist eine Gemeinde mit 605 Einwohnern (Stand: 2024) im nordwestlichen Zentral-Spanien in der Provinz León in der Autonomen Gemeinschaft Kastilien-León. Die Gemeinde besteht neben dem Hauptort Noceda  aus den Ortschaften Cabanillas de San Justo, Robledo de las Traviesas und San Justo de Cabanillas.

## Geografie
Noceda del Bierzo liegt etwa 110 Kilometer westnordwestlich von León in einer Höhe von ca. 600 m. 

## Bevölkerungsentwicklung
| Jahr        | 1900 | 1950 | 1970 | 1981 | 1991 | 2001 | 2011 | 2021 |
| ----------- | ---- | ---- | ---- | ---- | ---- | ---- | ---- | ---- |
| Einwohner   | 1831 | 2082 | 1591 | 1406 | 1038 | 853  | 767  | 624  |
| Quelle: INE |      |      |      |      |      |      |      |      |

## Sehenswürdigkeiten
- Kirche von Noveda del Bierzo
- Kirche von Robledo de las Traviesas
- Kapelle von San Justo

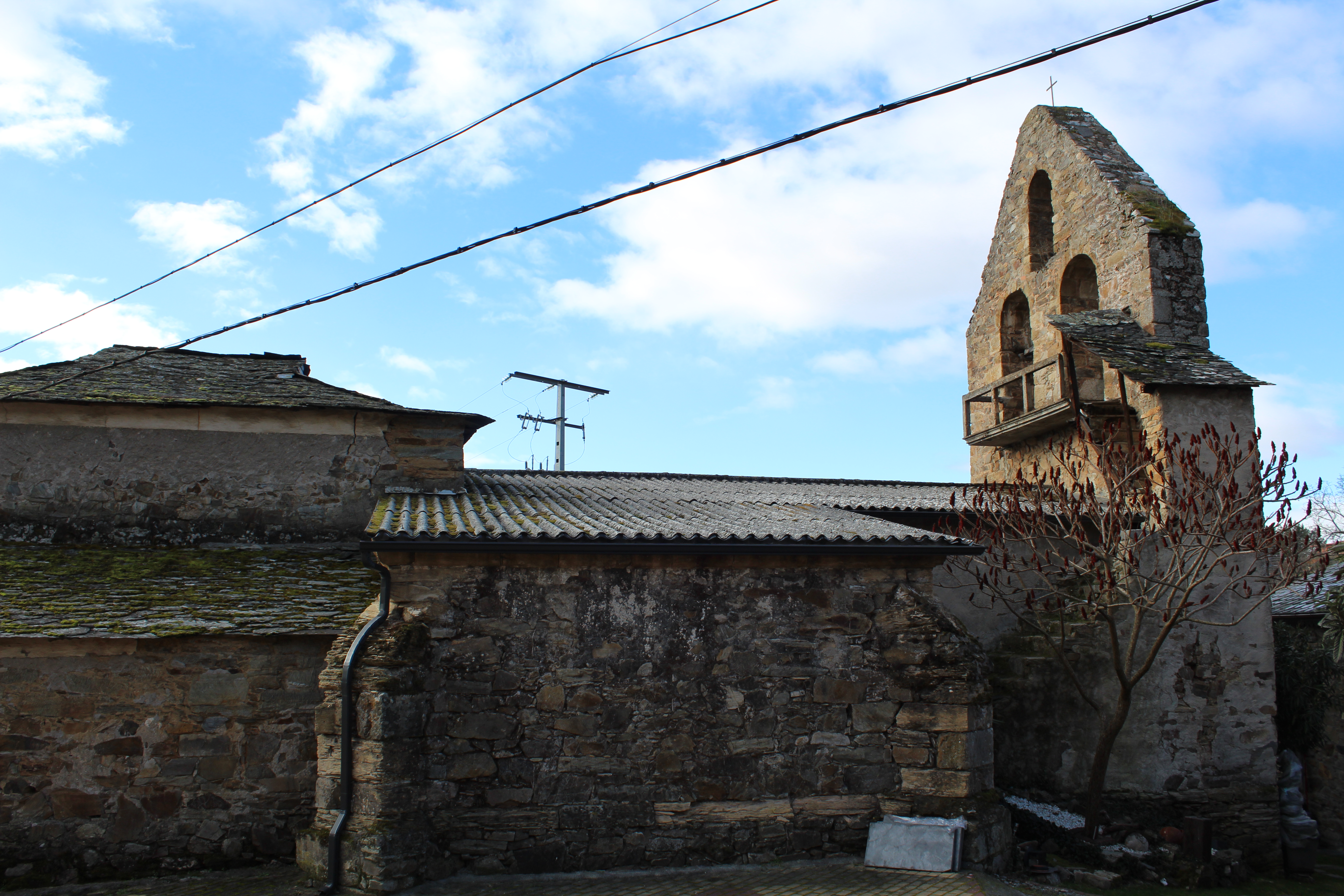
Stephanskirche
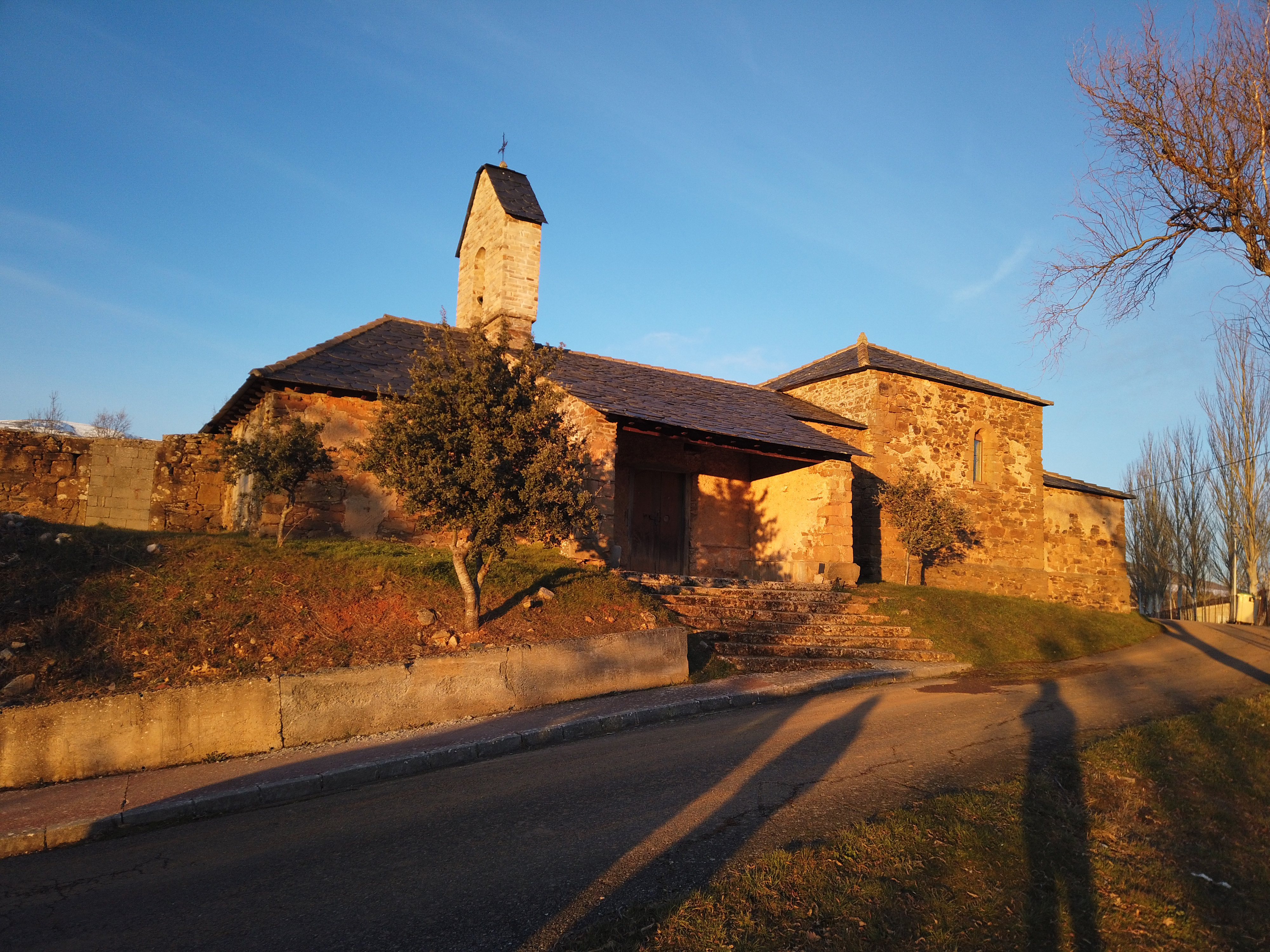
Kapelle von San Justo